# L'esercito fantasma
L'esercito fantasma (The Emperor's Tomb) è il sesto libro della saga riguardante Cotton Malone, personaggio inventato dallo scrittore Steve Berry.

## Trama
Protagonista della vicenda è ovviamente Cotton Malone. L'ex agente operativo del dipartimento della Giustizia americano riceve, via web, una pressante richiesta d’aiuto da Cassiopea Vitt. La sua amica stava indagando sulla scomparsa di un bambino, il figlio di un influente politico cinese, quando viene rapita da alcuni uomini che sotto tortura vogliono farsi consegnare un antico manufatto rubato dal più importante sito archeologico cinese, la tomba dell'imperatore Qin Shì Huàng, protetta dal celebre esercito di terracotta.
La donna confessa, mentendo, di aver inviato il manufatto proprio a Cotton Malone e quest’ultimo, contattato dai rapitori, decide di soccorrere l’amica con l’aiuto di Stephanie Nelle, suo ex-capo nel dipartimento di Giustizia. Le tracce lo porteranno prima in Vietnam, poi nel cuore stesso della Cina. Ma Cotton scoprirà presto che liberare Cassiopea è soltanto l'inizio. Per mettere fine a quell'incubo non solo deve recuperare il manufatto, ma soprattutto ritrovare il bambino svanito nel nulla: perché è lui la chiave per fermare un devastante complotto che mira a sconvolgere il fragile equilibrio economico che lega Stati Uniti, Russia e Cina. E in questo complotto sembra implicata persino Stephanie Nelle.

## Edizioni in italiano
- Steve Berry, L'esercito fantasma: romanzo, traduzione di Anna Martini, Nord, Milano 2011
- Steve Berry, L'esercito fantasma: romanzo, traduzione di Anna Martini, Tea, Milano 2013 ISBN 978-88-502-3056-3
- Steve Berry, L'esercito fantasma: romanzo, traduzione di Anna Martini, Tea, Milano 2015 ISBN 978-88-502-4049-4
- Steve Berry, L'esercito fantasma: romanzo, traduzione di Anna Martini, Tea, Milano 2018 ISBN 978-88-502-4999-2